# Alpine Skiweltmeisterschaften 2001
Die 36. Alpinen Skiweltmeisterschaften fanden vom 29. Januar bis 10. Februar 2001 in St. Anton am Arlberg in Österreich statt.

## Wahl des Austragungsortes
Den Zuschlag für dieses Großereignis hatte der Ort am 11. Mai 1996 im Rahmen des 40. FIS-Kongresses in Christchurch erhalten. Mitbewerber waren St. Moritz, Bormio und Lillehammer. Bereits im ersten Wahlgang lag St. Anton mit 35 Stimmen an der Spitze, im zweiten mit 43 – im dritten lautete das Resultat 64 gegenüber 52 von St. Moritz

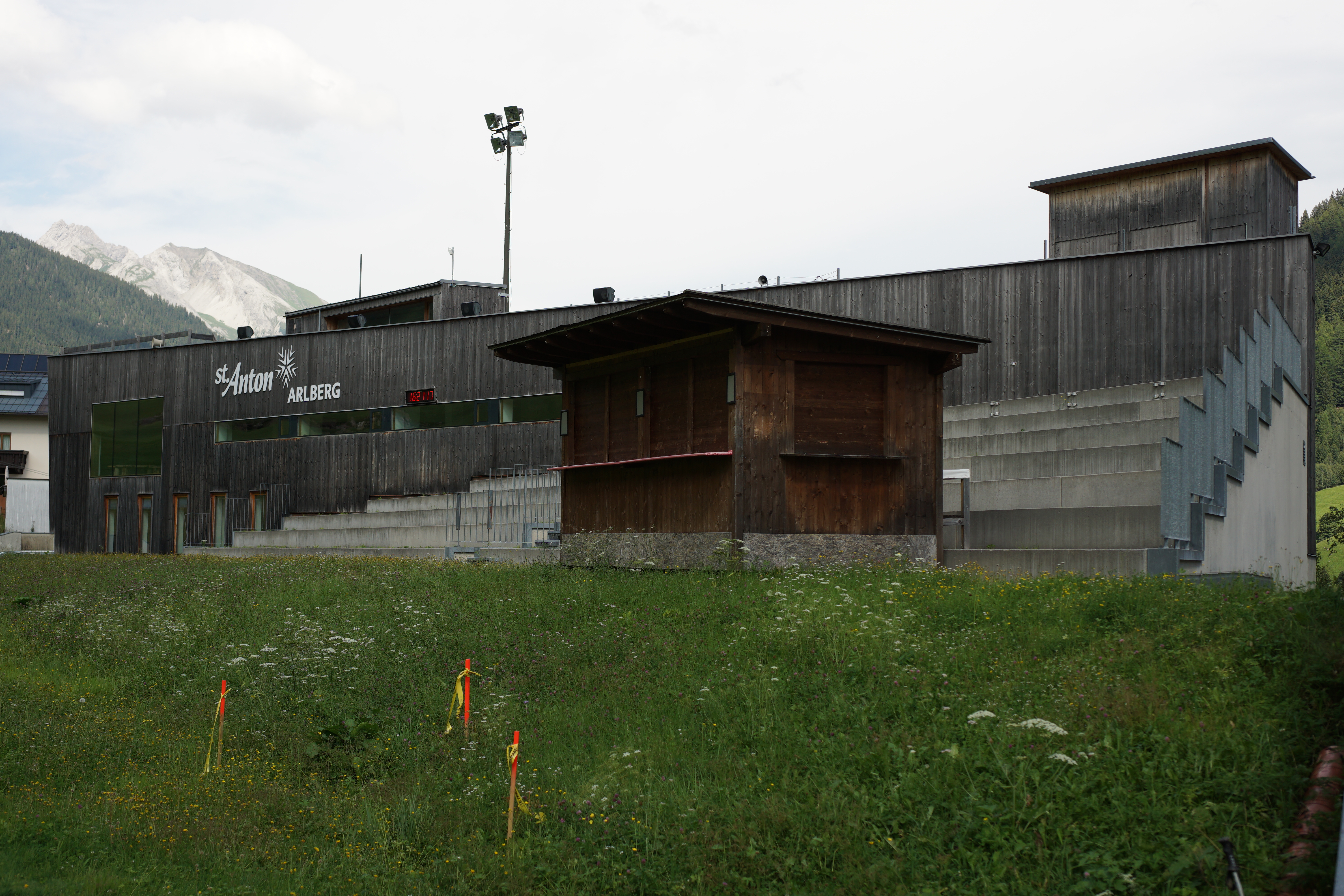
Zielgelände: Das Karl-Schranz-Stadion
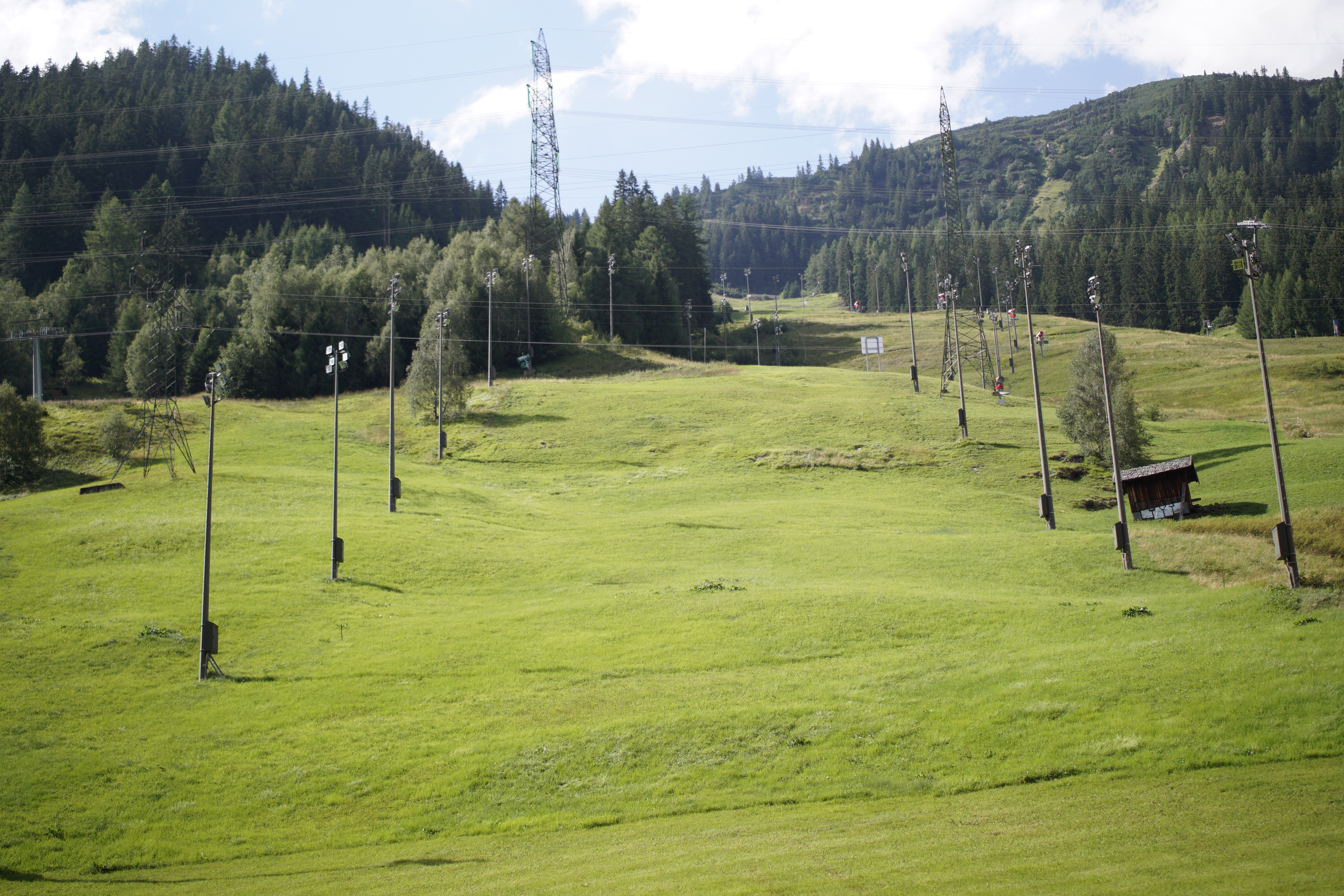
Zielhang oberhalb des Stadions
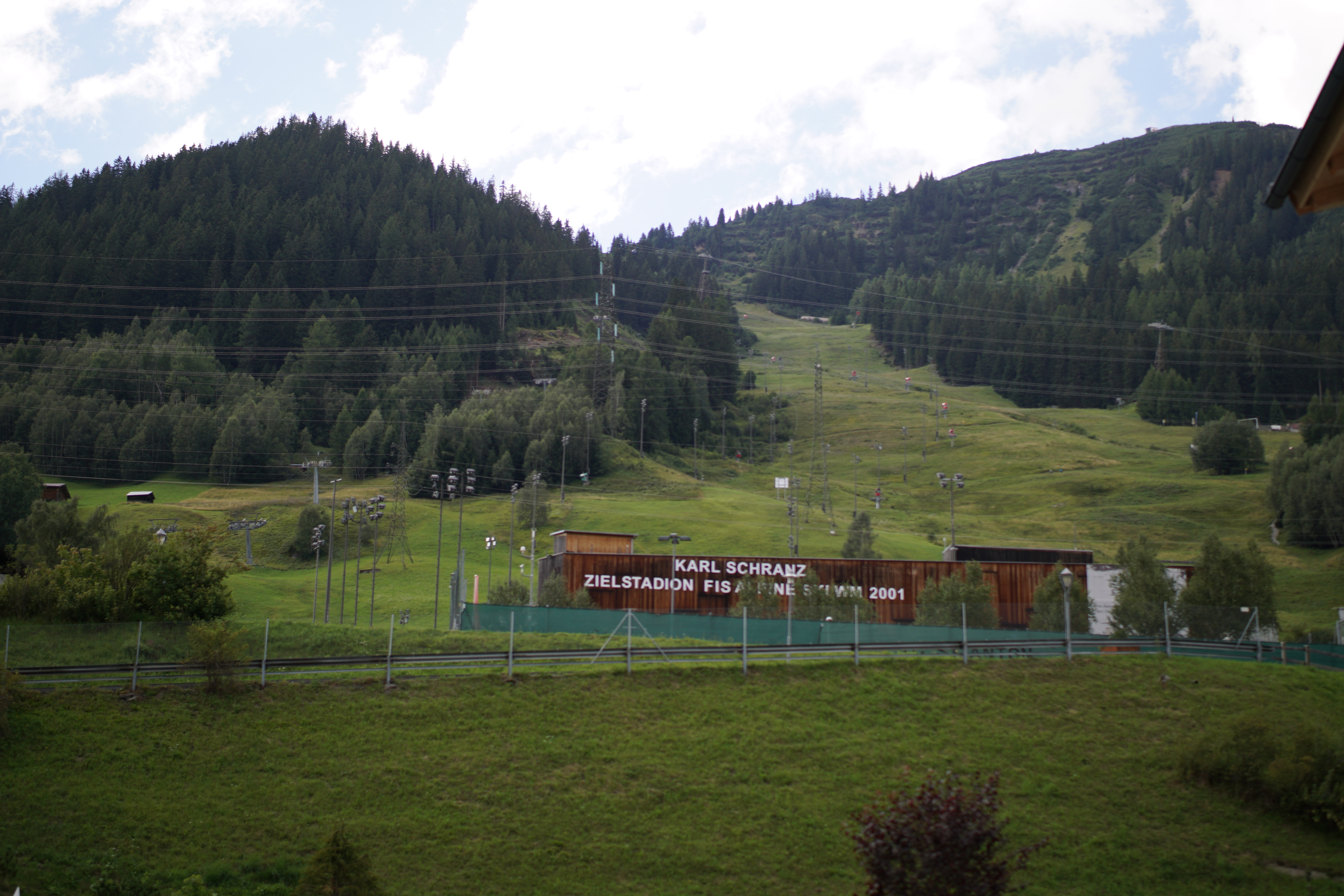
Das Ski-Stadion von unten

## Erwähnenswertes
- Erste Anzeichen einer Bewerbung Österreichs für einen der kommenden Weltmeisterschaftstermine gab es Anfang Januar 1995, wobei vom ÖSV, ohne sich festzulegen, St. Anton für 2001 oder 2003 genannt worden war.[1] In einem Pressegespräch konkretisierte der Präsident des St. Antoner Skiclubs, Reinhard Hauser, dass die Weltmeisterschaft 2001 oder die Olympischen Spiele 2006 angestrebt werden.[2]
- Die "Skilegende" Karl Schranz war einer der wichtigsten Promotoren für diese Weltmeisterschaften.
- Auf Grund aller organisatorischen Maßnahmen kam es zu einer kompletten Verlegung des Bahnhofs in St. Anton.
- Das Weltmeisterschafts-Logo wurde am 28. Dezember 1996 von den ÖSV-Funktionären (Präsident Peter Schröcksnadel und Generalsekretär Jo Schmied) im Hotel „Panhans“ anlässlich des Damenslaloms am Semmering vorgestellt; es war von Otto Reitmayr entworfen worden.[3]
- Der russische Präsident Wladimir Putin, bekannt als Freund von Karl Schranz, stattete den Weltmeisterschaften einen Besuch ab.
- Am 9. Februar veranstaltete Anita Wachter eine offizielle Abschiedsparty, da sie nach diesen Weltmeisterschaften zurücktrat.
- Laut einer Veröffentlichung in der «Tiroler Tageszeitung» vom 2. Februar 2002 holte St. Anton aus der Weltmeisterschaft einen Überschuss von € 1,1 Mio.

## Herren

### Abfahrt
| Platz | Land | Sportler            | Zeit        |
| ----- | ---- | ------------------- | ----------- |
| 1     | AUT  | Hannes Trinkl       | 1:38,74 min |
| 2     | AUT  | Hermann Maier       | 1:38,94 min |
| 3     | GER  | Florian Eckert      | 1:39,26 min |
| 4     | SUI  | Silvano Beltrametti | 1:39,37 min |
| 5     | USA  | Daron Rahlves       | 1:39,64 min |
| 6     | AUT  | Fritz Strobl        | 1:39,66 min |
| 7     | AUT  | Stephan Eberharter  | 1:39,83 min |
| 8     | AUT  | Werner Franz        | 1:39,90 min |
| -     | -    | -                   | -           |
| 10    | GER  | Max Rauffer         | 1:40,74 min |
| 12    | SUI  | Franco Cavegn       | 1:40,80 min |
| 13    | SUI  | Bruno Kernen        | 1:41,02 min |

Datum: 7. Februar, 09:30 Uhr

Piste: „Karl Schranz“

Länge: 3806 m, Höhenunterschied: 960 m
Am Start waren 37 Läufer, 29 von ihnen erreichten das Ziel.
Ausgeschieden u. a.: Didier Cuche (SUI)

### Super-G
| Platz | Land | Sportler            | Zeit        |
| ----- | ---- | ------------------- | ----------- |
| 1     | USA  | Daron Rahlves       | 1:21,46 min |
| 2     | AUT  | Stephan Eberharter  | 1:21,54 min |
| 3     | AUT  | Hermann Maier       | 1:21,69 min |
| 4     | NOR  | Lasse Kjus          | 1:21,73 min |
| 5     | SUI  | Didier Cuche        | 1:21,95 min |
| 6     | AUT  | Werner Franz        | 1:22,33 min |
| 7     | AUT  | Josef Strobl        | 1:22,48 min |
| 8     | ITA  | Alessandro Fattori  | 1:22,50 min |
| -     | -    | -                   | -           |
| 11    | SUI  | Didier Défago       | 1:22,75 min |
| 13    | SUI  | Paul Accola         | 1:23,05 min |
| 14    | SUI  | Silvano Beltrametti | 1:23,21 min |
| 16    | GER  | Max Rauffer         | 1:23,29 min |
| 17    | GER  | Florian Eckert      | 1:23,33 min |
| 19    | AUT  | Christoph Gruber    | 1:23,46 min |
| 21    | GER  | Stefan Stankalla    | 1:23,58 min |

Datum: 30. Januar, 10:30 Uhr

Piste: „Karl Schranz“

Länge: 2010 m, Höhenunterschied: 630 m
Am Start waren 55 Läufer, 43 von ihnen erreichten das Ziel.
Ausgeschieden u. a.: Marco Büchel (LIE), Bode Miller (USA)

### Riesenslalom
| Platz | Land | Sportler              | Zeit        |
| ----- | ---- | --------------------- | ----------- |
| 1     | SUI  | Michael von Grünigen  | 2:23,80 min |
| 2     | NOR  | Kjetil André Aamodt   | 2:24,15 min |
| 3     | FRA  | Frédéric Covili       | 2:24,18 min |
| 4     | AUT  | Hermann Maier         | 2:24,19 min |
| 5     | ITA  | Massimiliano Blardone | 2:24,64 min |
| 6     | AUT  | Heinz Schilchegger    | 2:24,75 min |
| 7     | NOR  | Lasse Kjus            | 2:25,01 min |
| 8     | SUI  | Paul Accola           | 2:25,24 min |
| 9     | LIE  | Marco Büchel          | 2:25,36 min |
| -     | -    | -                     | -           |
| 12    | AUT  | Christoph Gruber      | 2:25,65 min |
| 14    | SUI  | Urs Kälin             | 2:26,42 min |
| 16    | SUI  | Didier Cuche          | 2:27,66 min |

Datum: 8. Februar, 09:30 Uhr (1. Lauf), 13:30 Uhr (2. Lauf)

Piste: „Karl Schranz“

Länge: 1336 m, Höhenunterschied: 435 m
Am Start waren 102 Läufer, 47 von ihnen erreichten das Ziel.
Ausgeschieden u. a.: Florian Eckert (GER), Thomas Grandi (CAN), Kalle Palander (FIN), Benjamin Raich (AUT), Erik Schlopy (USA), Bjarne Solbakken (NOR), Achim Vogt (LIE)

### Slalom
| Platz | Land | Sportler               | Zeit        |
| ----- | ---- | ---------------------- | ----------- |
| 1     | AUT  | Mario Matt             | 1:39,66 min |
| 2     | AUT  | Benjamin Raich         | 1:39,81 min |
| 3     | SLO  | Mitja Kunc             | 1:40,36 min |
| 4     | AUT  | Heinz Schilchegger     | 1:40,60 min |
| 5     | SLO  | Rene Mlekuž            | 1:40,70 min |
| 6     | AUT  | Rainer Schönfelder     | 1:40,86 min |
| 7     | NOR  | Kjetil André Aamodt    | 1:40,94 min |
| 8     | SLO  | Jure Košir             | 1:41,01 min |
| -     | -    | -                      | -           |
| 14    | GER  | Markus Eberle          | 1:42,17 min |
| 20    | LIE  | Markus Ganahl          | 1:44,85 min |
| 22    | SUI  | Michael von Grünigen   | 1:44,89 min |
| 24    | SUI  | Marco Casanova         | 1:45,41 min |
| 55    | MEX  | Hubertus von Hohenlohe | 2:26,21 min |

Datum: 10. Februar, 09:30 Uhr (1. Lauf), 13:30 Uhr (2. Lauf)

Länge: 597 m, Höhenunterschied: 212 m
Am Start waren 102 Läufer, 56 von ihnen erreichten das Ziel.
Ausgeschieden u. a.: Massimiliano Blardone (ITA), Johan Brolenius (SWE), Hans Petter Buraas (NOR), Urs Imboden (SUI), Kiminobu Kimura (JPN), Kalle Palander (FIN), Didier Plaschy (SUI), Harald Christian Strand Nilsen (NOR)

### Kombination
| Platz | Land | Sportler            | Zeit DH       | Zeit SL       | Gesamt      |
| ----- | ---- | ------------------- | ------------- | ------------- | ----------- |
| 1     | NOR  | Kjetil André Aamodt | 1:26,44 (4.)  | 1:31,81 (1.)  | 2:58,25 min |
| 2     | AUT  | Mario Matt          | 1:26,98 (7.)  | 1:31,95 (2.)  | 2:58,93 min |
| 3     | SUI  | Paul Accola         | 1:25,55 (1.)  | 1:33,98 (5.)  | 2:59,53 min |
| 4     | AUT  | Rainer Schönfelder  | 1:27,55 (8.)  | 1:32,34 (3.)  | 2:59,89 min |
| 5     | ITA  | Alessandro Fattori  | 1:26,14 (3.)  | 1:36,98 (9.)  | 3:03,12 min |
| 6     | CZE  | Ondřej Bank         | 1:28,75 (11.) | 1:35,94 (6.)  | 3:04,69 min |
| 7     | SLO  | Peter Pen           | 1:25,87 (2.)  | 1:40,30 (14.) | 3:06,17 min |
| 8     | CAN  | Jean-Philippe Roy   | 1:28,46 (10.) | 1:37,94 (10.) | 3:06,40 min |

Datum: 6. Februar, 12:30 (Abfahrt)
5. Februar, 17:30 Uhr / 20:30 Uhr (Slalom)
Abfahrtsstrecke: „Karl Schranz“
Slalomstrecke: „Sonnenwiese“

Länge: 533 m, Höhenunterschied: 192 m
Am Start waren 36 Läufer, 16 klassierten sich.
Ausgeschieden u. a.: Kilian Albrecht (AUT), Didier Défago (SUI), Florian Eckert (GER), Kristian Ghedina (ITA), Bruno Kernen (SUI), Lasse Kjus (NOR), Bode Miller (USA), Ed Podivinsky (CAN), Michael Walchhofer (AUT)

## Damen

### Abfahrt
| Platz | Land | Sportlerin            | Zeit        |
| ----- | ---- | --------------------- | ----------- |
| 1     | AUT  | Michaela Dorfmeister  | 1:36,20 min |
| 2     | AUT  | Renate Götschl        | 1:36,34 min |
| 3     | AUT  | Selina Heregger       | 1:36,37 min |
| 4     | SUI  | Corinne Rey-Bellet    | 1:36,90 min |
| 5     | ITA  | Isolde Kostner        | 1:37,00 min |
| 6     | GER  | Hilde Gerg            | 1:37,02 min |
| 7     | SLO  | Mojca Suhadolc        | 1:37,45 min |
| 8     | ITA  | Lucia Recchia         | 1:37,56 min |
| -     | -    | -                     | -           |
| 11    | AUT  | Alexandra Meissnitzer | 1:37,86 min |
| 15    | SUI  | Sylviane Berthod      | 1:38,21 min |
| 22    | AUT  | Brigitte Obermoser    | 1:39,09 min |
| 24    | GER  | Petra Haltmayr        | 1:39,39 min |
| 27    | GER  | Sibylle Brauner       | 1:39,80 min |
| 30    | SUI  | Catherine Borghi      | 1:40,56 min |

Datum: 6. Februar, 10:30 Uhr

Piste: „Gertrud Gabl“

Länge: 2362 m, Höhenunterschied: 685 m
Am Start waren 39 Läuferinnen, 34 von ihnen erreichten das Ziel.
Ausgeschieden u. a.: Emily Brydon (CAN), Caroline Lalive (USA)

### Super-G
| Platz | Land | Sportlerin            | Zeit        |
| ----- | ---- | --------------------- | ----------- |
| 1     | FRA  | Régine Cavagnoud      | 1:23,44 min |
| 2     | ITA  | Isolde Kostner        | 1:23,49 min |
| 3     | GER  | Hilde Gerg            | 1:23,52 min |
| 4     | USA  | Megan Gerety          | 1:23,59 min |
| 5     | FRA  | Carole Montillet      | 1:23,69 min |
| 6     | SUI  | Corinne Rey-Bellet    | 1:23,72 min |
| 7     | SWE  | Pernilla Wiberg       | 1:23,78 min |
| 8     | AUT  | Alexandra Meissnitzer | 1:23,83 min |
| -     | -    | -                     | -           |
| 11    | GER  | Petra Haltmayr        | 1:24,09 min |
| 16    | AUT  | Tanja Schneider       | 1:24,69 min |
| 17    | GER  | Sibylle Brauner       | 1:24,72 min |
| 18    | SUI  | Sylviane Berthod      | 1:24,76 min |
| 24    | AUT  | Michaela Dorfmeister  | 1:24,92 min |
| 29    | AUT  | Brigitte Obermoser    | 1:25,56 min |

Datum: 29. Januar, 10:30 Uhr

Piste: „Gertrud Gabl“

Länge: 1754 m, Höhenunterschied: 500 m
Am Start waren 46 Läuferinnen, 43 von ihnen erreichten das Ziel.
Ausgeschieden u. a.: Renate Götschl (AUT), Caroline Lalive (USA)

### Riesenslalom
| Platz | Land | Sportlerin           | Zeit        |
| ----- | ---- | -------------------- | ----------- |
| 1     | SUI  | Sonja Nef            | 2:19,01 min |
| 2     | ITA  | Karen Putzer         | 2:20,11 min |
| 3     | SWE  | Anja Pärson          | 2:20,52 min |
| 4     | SUI  | Lilian Kummer        | 2:21,30 min |
| 5     | LIE  | Birgit Heeb          | 2:21,44 min |
| 6     | CAN  | Allison Forsyth      | 2:21,76 min |
| 7     | FRA  | Christel Pascal      | 2:21,79 min |
| 8     | AUT  | Michaela Dorfmeister | 2:21,93 min |
| -     | -    | -                    | -           |
| 11    | AUT  | Brigitte Obermoser   | 2:22,72 min |
| 27    | LIE  | Tamara Schädler      | 2:29,30 min |

Datum: 9. Februar, 09:30 Uhr (1. Lauf), 13:30 Uhr (2. Lauf)

Piste: „Gertrud Gabl“

Länge: 1157 m, Höhenunterschied: 378 m
Am Start waren 76 Läuferinnen, 48 von ihnen erreichten das Ziel.
Ausgeschieden u. a.: Martina Ertl (GER), Annemarie Gerg (GER), Ana Galindo Santolaria (ESP), Renate Götschl (AUT), Petra Haltmayr (GER), Denise Karbon (ITA), Alexandra Meissnitzer (AUT), Špela Pretnar (SLO), Corinne Rey-Bellet (SUI), Sarah Schleper (USA), Anita Wachter (AUT)

### Slalom
| Platz | Land | Sportlerin         | Zeit        |
| ----- | ---- | ------------------ | ----------- |
| 1     | SWE  | Anja Pärson        | 1:32,95 min |
| 2     | FRA  | Christel Pascal    | 1:33,56 min |
| 3     | NOR  | Hedda Berntsen     | 1:33,99 min |
| 4     | AUT  | Sabine Egger       | 1:34,13 min |
| 5     | CRO  | Janica Kostelić    | 1:34,40 min |
| 6     | AUT  | Karin Köllerer     | 1:34,72 min |
| 7     | SUI  | Sonja Nef          | 1:35,19 min |
| 8     | USA  | Kristina Koznick   | 1:35,75 min |
| 9     | AUT  | Carina Raich       | 1:36,08 min |
| -     | -    | -                  | -           |
| 12    | AUT  | Christine Sponring | 1:38,90 min |
| 13    | GER  | Annemarie Gerg     | 1:39,23 min |
| 14    | SUI  | Marlies Oester     | 1:39,48 min |
| 15    | SUI  | Karin Roten        | 1:39,74 min |

Datum: 7. Februar, 17:30 Uhr (1. Lauf), 20:30 Uhr (2. Lauf)

Piste: „Sonnenwiese“

Länge: 533 m, Höhenunterschied: 192 m
Am Start waren 83 Läuferinnen, 41 von ihnen erreichten das Ziel.
Ausgeschieden u. a.: Alenka Dovžan (SLO), Martina Ertl (GER), Allison Forsyth (CAN), Denise Karbon (ITA), Ylva Nowén (SWE), Anna Ottosson (SWE), Laure Pequegnot (FRA), Tanja Poutiainen (FIN), Špela Pretnar (SLO), Claudia Riegler (NZL), María José Rienda (ESP), Sarah Schleper (USA), Zali Steggall (AUS), Veronika Zuzulová (SLK)

### Kombination
| Platz | Land | Sportlerin         | Zeit DH       | Zeit SL       | Gesamt      |
| ----- | ---- | ------------------ | ------------- | ------------- | ----------- |
| 1     | GER  | Martina Ertl       | 1:27,36 (14.) | 1:28,31 (1.)  | 2:55,65 min |
| 2     | AUT  | Christine Sponring | 1:27,20 (12.) | 1:31,03 (2.)  | 2:58,23 min |
| 3     | ITA  | Karen Putzer       | 1:27,59 (17.) | 1:31,10 (3.)  | 2:58,69 min |
| 4     | SUI  | Corinne Rey-Bellet | 1:26,65 (4.)  | 1:32,78 (5.)  | 2:59,43 min |
| 5     | GER  | Petra Haltmayr     | 1:27,05 (8.)  | 1:32,74 (4.)  | 2:59,79 min |
| 6     | AUT  | Stefanie Schuster  | 1:27,75 (16.) | 1:33,85 (6.)  | 3:01,60 min |
| 7     | CAN  | Emily Brydon       | 1:26,67 (5.)  | 1:34,98 (8.)  | 3:01,65 min |
| 8     | FIN  | Pia Käyhkö         | 1:27,18 (10.) | 1:35,48 (9.)  | 3:02,66 min |
| -     | -    | -                  | -             | -             | -           |
| 11    | LIE  | Tamara Schädler    | 1:29,89 (21.) | 1:33,94 (7.)  | 3:03,33 min |
| 12    | SUI  | Ella Alpiger       | 1:27,49 (15.) | 1:40,32 (14.) | 3:07,81 min |

Datum: 2. Februar, 10:30 (Abfahrt)
2. Februar, 18:00 Uhr / 21:00 Uhr (Slalom)
Abfahrtsstrecke: „Kandahar“
Slalomstrecke: „Kandahar“

Länge: 481 m, Höhenunterschied: 172 m
Am Start waren 26 Läuferinnen, 15 klassierten sich.
Ausgeschieden u. a.: Renate Götschl (AUT), Selina Heregger (AUT), Britt Janyk (CAN), Janica Kostelić (CRO), Caroline Lalive (USA), Marlies Oester (SUI), Lucia Recchia (ITA)

## Medaillenspiegel
| Platz | Land               | Gold | Silber | Bronze | Gesamt |
| ----- | ------------------ | ---- | ------ | ------ | ------ |
| 1     | Österreich         | 3    | 6      | 2      | 11     |
| 2     | Schweiz            | 2    | –      | 1      | 3      |
| 3     | Frankreich         | 1    | 1      | 1      | 3      |
|       | Norwegen           | 1    | 1      | 1      | 3      |
| 5     | Deutschland        | 1    | –      | 2      | 3      |
| 6     | Schweden           | 1    | –      | 1      | 2      |
| 7     | Vereinigte Staaten | 1    | –      | –      | 1      |
| 8     | Italien            | –    | 2      | 1      | 3      |
| 9     | Slowenien          | –    | –      | 1      | 1      |